# Васильева, Ирина Борисовна
Ирина Борисовна Васильева (родилась 9 июня 1932 года в Ленинграде) — советский и российский
художник, член Союза художников России.

## Биография
Ирина Васильева родилась в семье ответственного редактора газеты «Красный Октябрь» ленинградского завода Красный Октябрь Бориса Осиповича Кухаренко (1903—1939) и машинистки Антонины Васильевны Вавилоновой (1904—1979). Дед по материнской линии Василий Никифорович Вавилонов (1863—1928) был членом правления Общества потребителей при рельсовом заводе Общества Путиловских заводов и работал мастером на этом заводе; дед по отцовской линии Осип Иванович Кухаренко (1860—1910) состоял сотрудником бактериологической лаборатории Министерства земледелия и государственных имуществ. Согласно семейному преданию, прадед Ирины Васильевой по материнской линии Изосима Иванович был тверским иконописцем.
Первые месяцы блокады Ирина Васильева провела в Ленинграде, в марте 1942 года вместе с матерью была эвакуирована в Казань, откуда в 1946 году вернулась в родной город.
В 1953 году окончила ЛВХПУ, после чего работала на ряде предприятий, специализируясь в области технического плаката. В 1968 году была зачислена в Комбинат графического искусства Художественного фонда РСФСР художником по техническому плакату, в 1976 году была переведена на должность художника творческой категории. Васильевой были созданы многие крупноформатные технические плакаты изделий тяжёлого машиностроения, которые использовались для международной рекламы этой продукции и обучения персонала.
Ряд плакатов имел гриф секретности «особой важности», в частности, изображения баллистических ракет в разрезе. Такие плакаты создавались до запуска ракет в производство, что позволяло подготовить обслуживающий персонал к работе с ними до принятия этих ракет на вооружение.
В 1989 году вышла на пенсию.

## Творчество

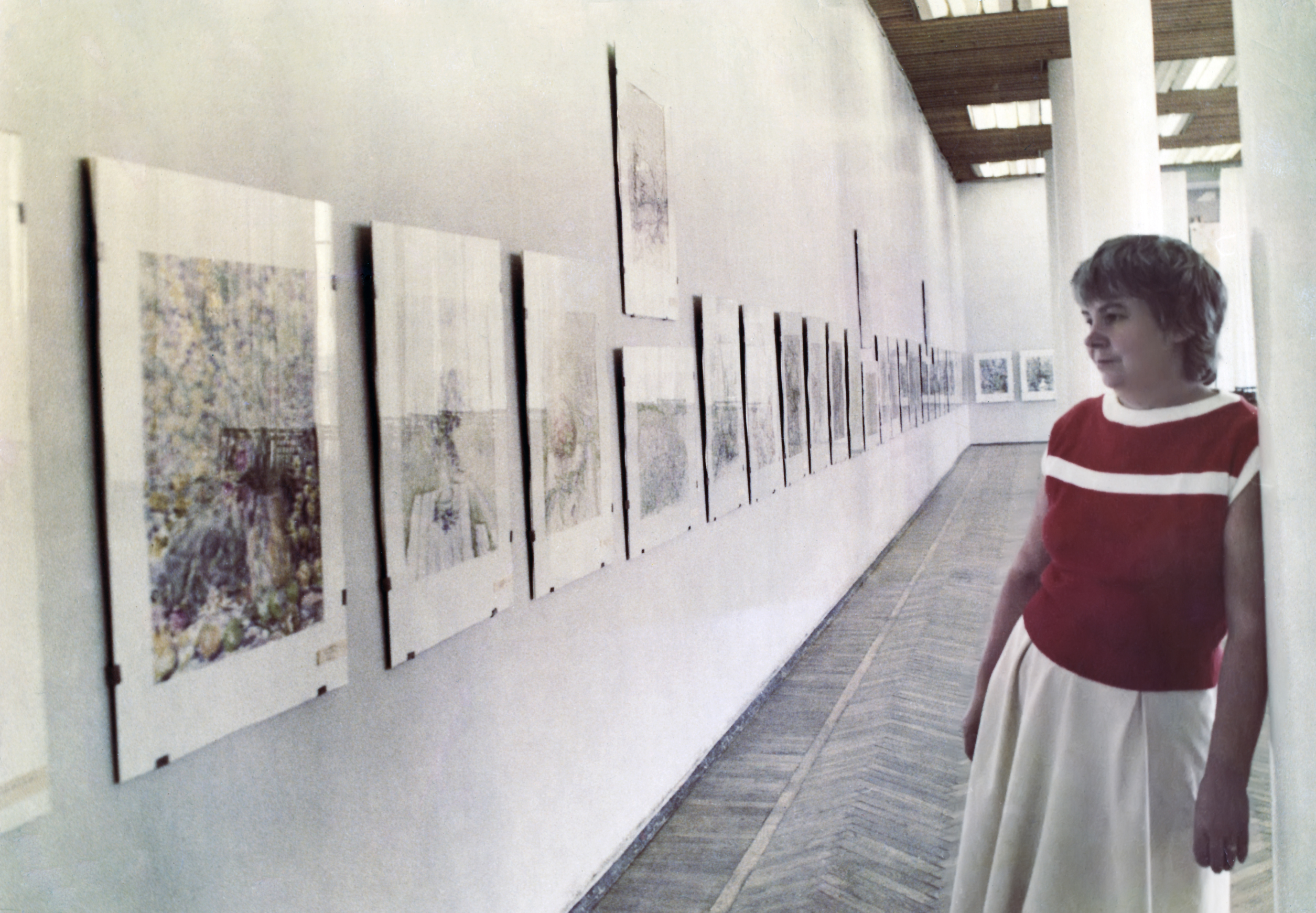
Ирина Васильева перед открытием своей персональной выставки. Ленинград, 1986

С раннего детства занималась рисованием. После окончания ЛВХПУ совмещала профессиональную деятельность с живописным и графическим творчеством. Основные жанры — натюрморт и пейзаж. Основные техники — акварель, масляная, пастель, тушь, уголь, аэрография. В активе Васильевой также литографии, миниатюры, гобелены и технические плакаты.
С 1978 года работы Васильевой многократно представлялись на выставках Ленинградской организации Союза художников РСФСР, Центрального выставочного зала «Манеж», на всероссийской выставке «Рисунок и акварель» (1983), всесоюзной выставке «Земля и люди» (1984) и других. В 2002 году состоялась персональная выставка Васильевой «Мой город» в Государственном музее городской скульптуры в Санкт-Петербурге.
В 1996 году была принята в Союз художников России. Среди рекомендовавших к принятию — художники И. Г. Уралов и А. З. Давыдов.
Три работы Ирины Васильевой хранятся в фондах Музея городской скульптуры и три работы — в лектории Русского музея.

### Галерея

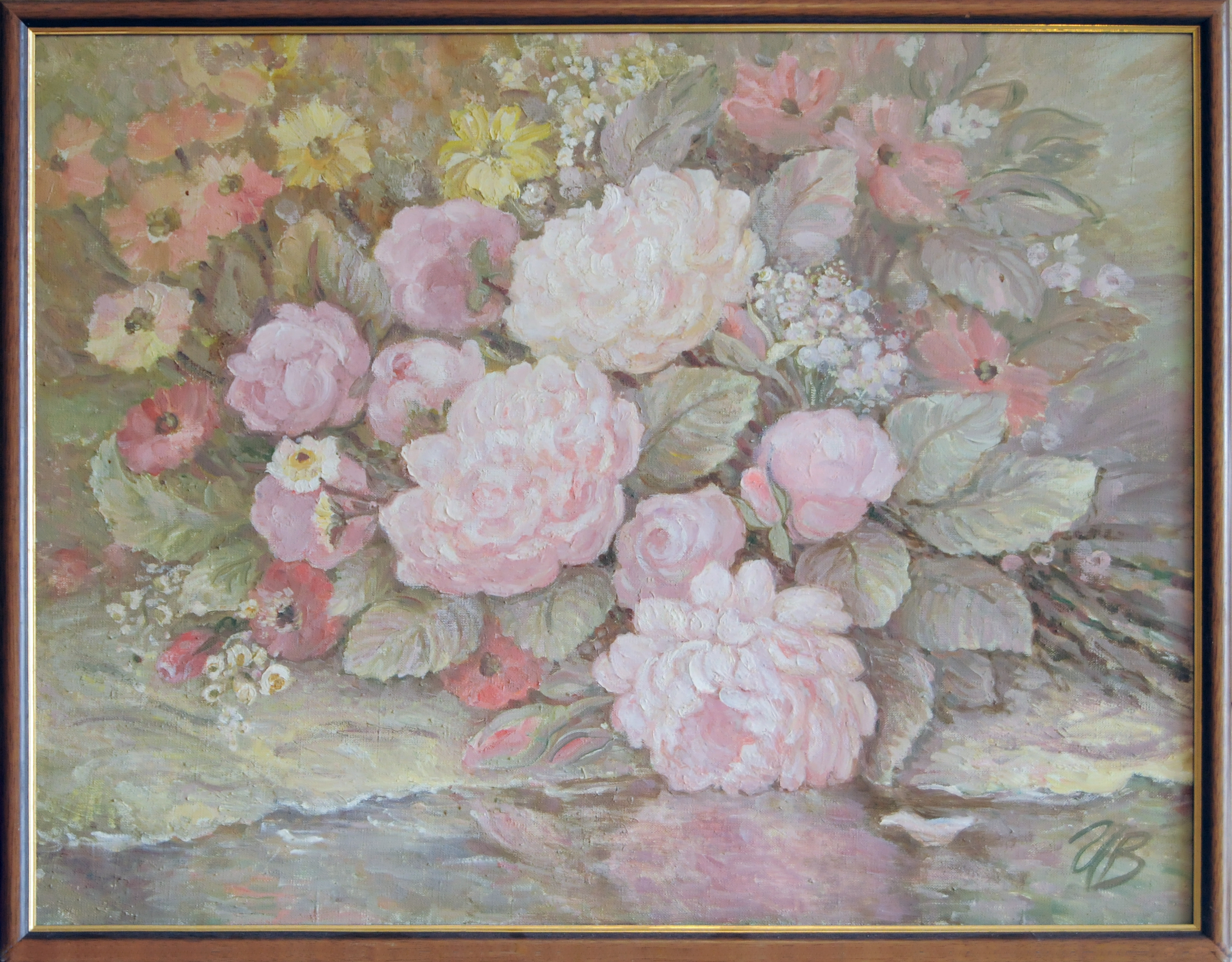
Розы. 2004. Холст, масло. 56×72
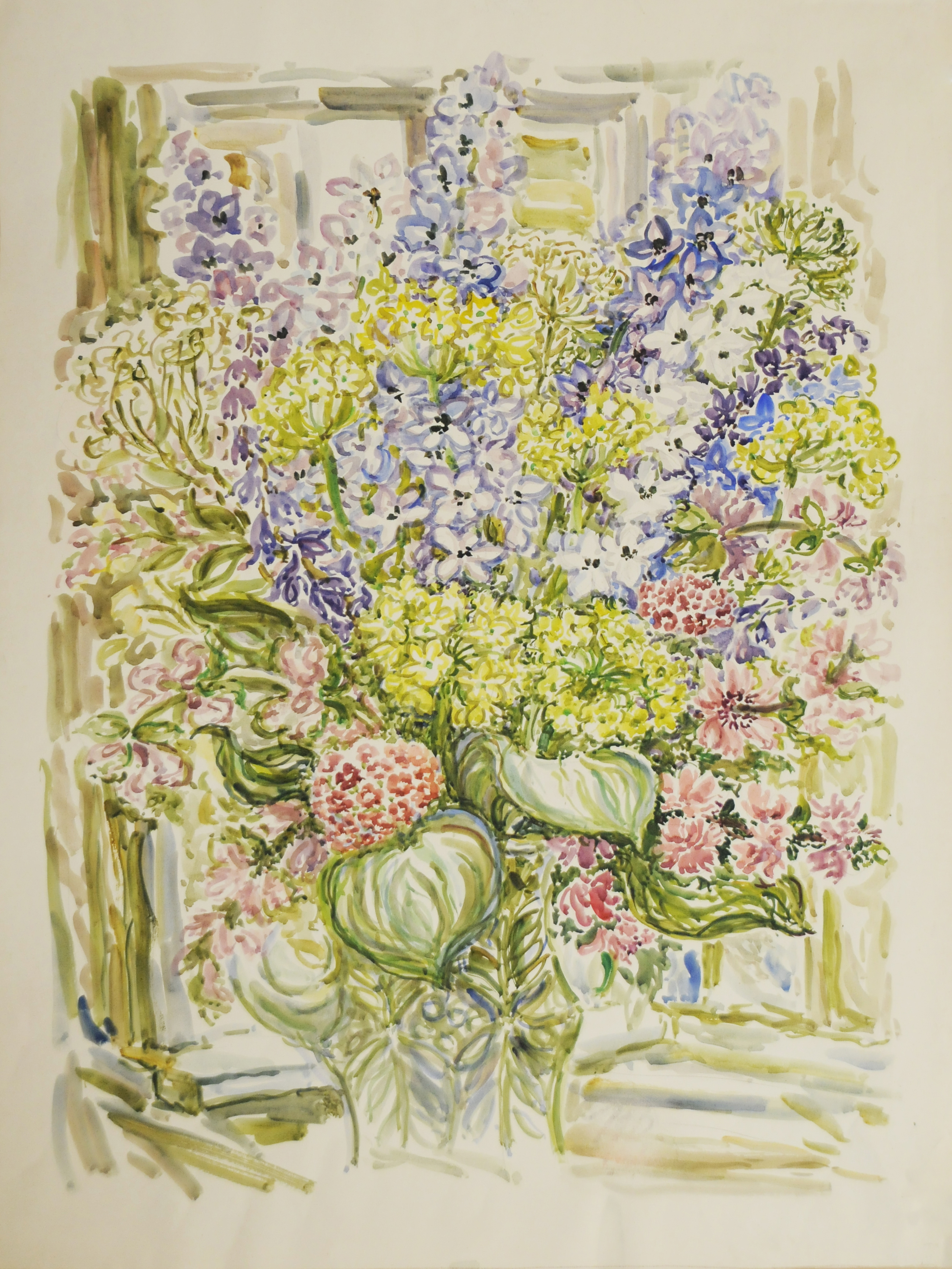
Букет. 1995. Бумага, акварель. 64×48
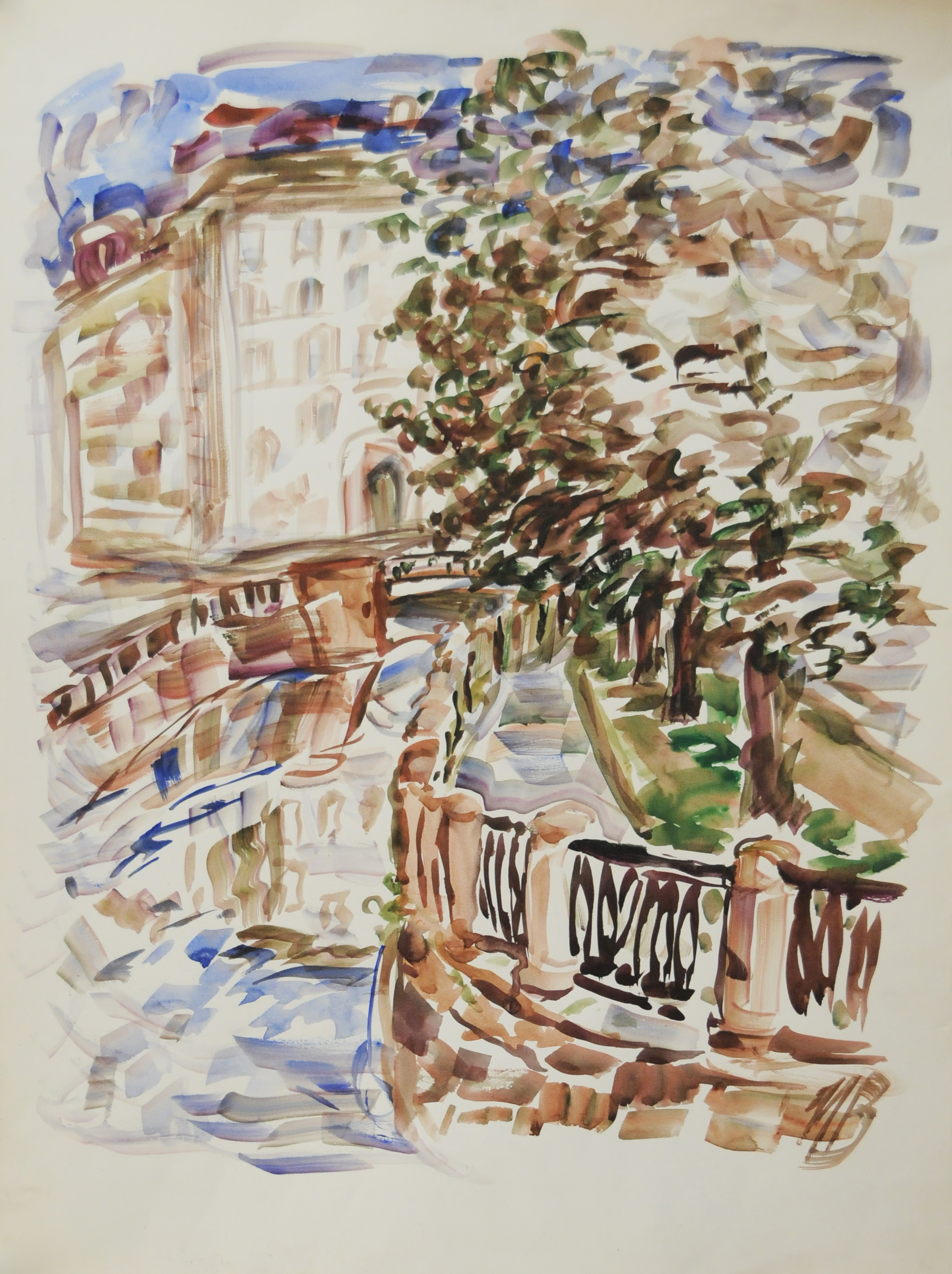
Осенний Петербург. 1999. Бумага, акварель. 54×44
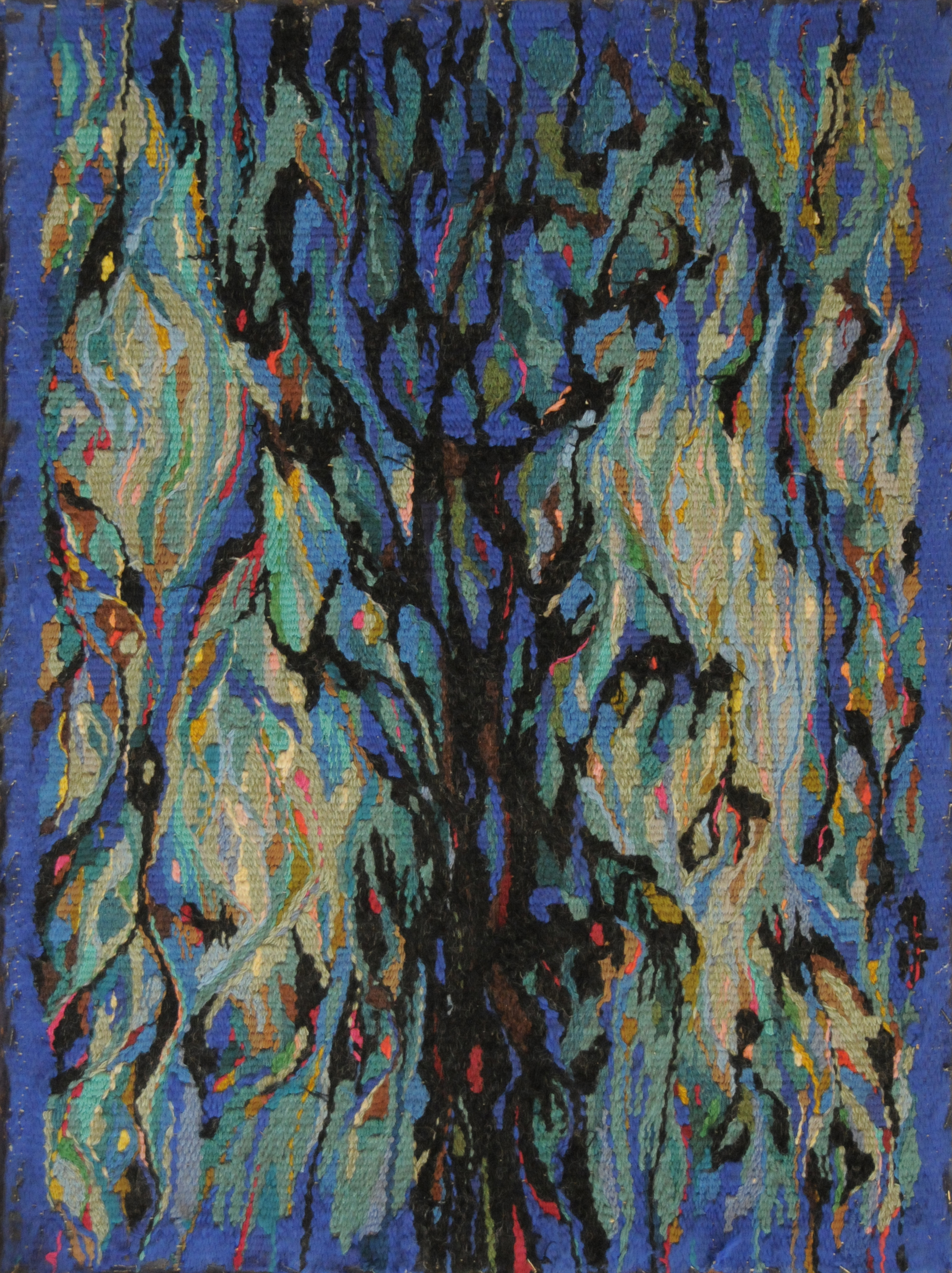
Александровский сад. 2002. Гобелен. 76×58

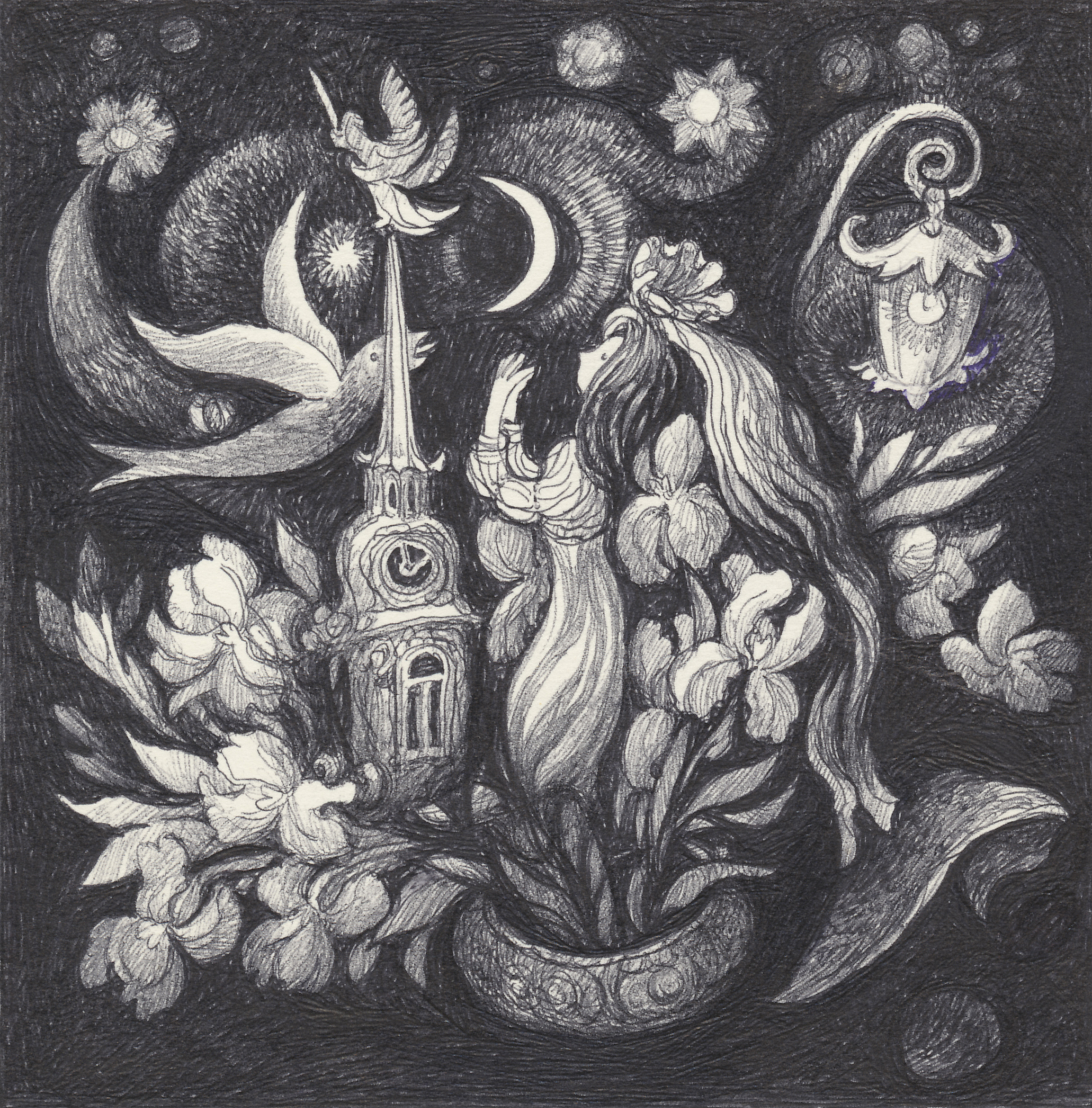
Сновидение. 1995. Бумага, перо. 12×12
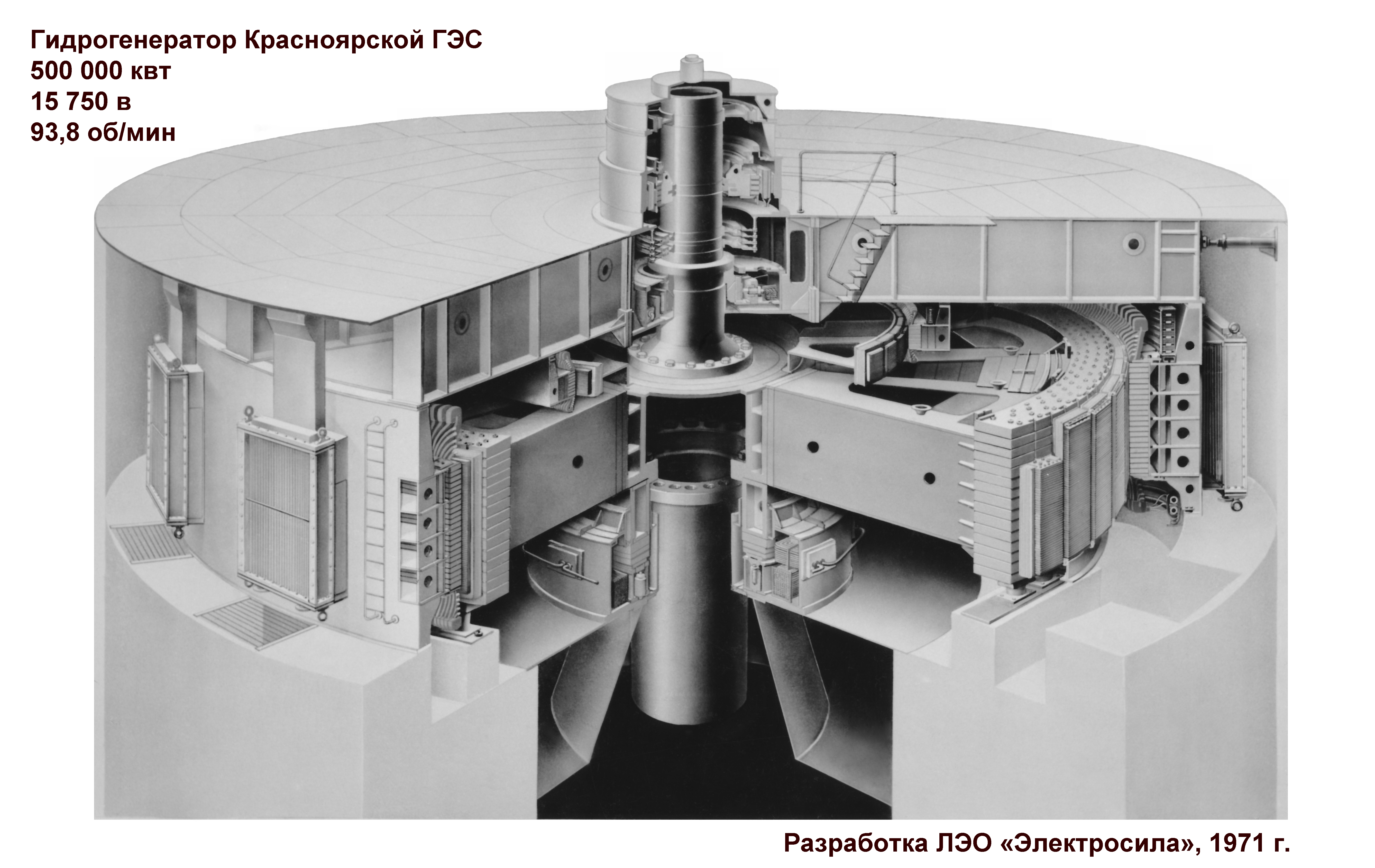
Гидрогенератор Красноярской ГЭС. 1971. Бумага, аэрография. 189×300[Комм. 1]
Гидрогенератор ГЭС Дженпег, Канада. 1975. Бумага, аэрография. 135×200[Комм. 2]

### Оценки
Легкий мазок, почти графический штрих и активное использование белого листа бумаги, самого таинственного белого, который несет в себе высшую эмоциональность, выявляя тонкость и чистоту, постоянное стремление к высшей гармонии, становятся основой творческой манеры художника.Р. С. Евсеева
Просмотрев большое количество живописных и графических произведений Ирины Борисовны Васильевой, ощущаю тончайшее, почти идиллическое впечатление, воспринимаю всё увиденное как тихий лирический женский монолог, внимая которому ощущаешь тепло и тишину, спокойствие. Сформировавшаяся стилистическая манера художницы легка и одухотворенно возвышенна, лирична, по-петербургски немного экспрессивна, и узнаваема в своей индивидуальности.М. Дашкова
Один из любимых жанров художницы — натюрморты с изображением цветов. Полевые и садовые растения собраны в изящные букеты, каждый искусно подобран по тону и форме. Благодаря обилию видов, композиционной насыщенности и экспрессивности манеры натюрморты богаты, плотны, роскошны. Но одновременно и нежны, воздушны и очаровательны, чему способствует легкость и живость акварельного мазка, прозрачность и деликатность колорита. Подобное сочетание противоположностей позволяет художнице создавать в своих произведениях нереальную реальность, словно предметы существуют одновременно и в действительности, и в воображении.М. Пименова

## Семья
Муж — Константин Георгиевич Васильев (1932—2020). Дети: Владимир (1954), Ольга (1961) и Георгий (1976).

## Награды
- Медаль «Ветеран труда» (1987).
- Знак «Жителю блокадного Ленинграда» (1990).
- Юбилейная медаль «50 лет Победы в Великой Отечественной войне 1941—1945 гг.» (1995).
- Памятная медаль «В честь 60-летия полного освобождения Ленинграда от фашистской блокады» (2004).
- Юбилейная медаль «60 лет Победы в Великой Отечественной войне 1941—1945 гг.» (2005).
- Памятная медаль «В честь 65-летия полного освобождения Ленинграда от фашистской блокады» (2009).
- Юбилейная медаль «65 лет Победы в Великой Отечественной войне 1941—1945 гг.» (2010).
- Памятный знак «В честь 70-летия полного освобождения Ленинграда от фашистской блокады» (2014).
- Юбилейная медаль «70 лет Победы в Великой Отечественной войне 1941—1945 гг.» (2015).
- Памятный знак «В честь 75-летия полного освобождения Ленинграда от фашистской блокады» (2019).
- Юбилейная медаль «75 лет Победы в Великой Отечественной войне 1941—1945 гг.» (2020).